# Guilherme João Carlos Henriques

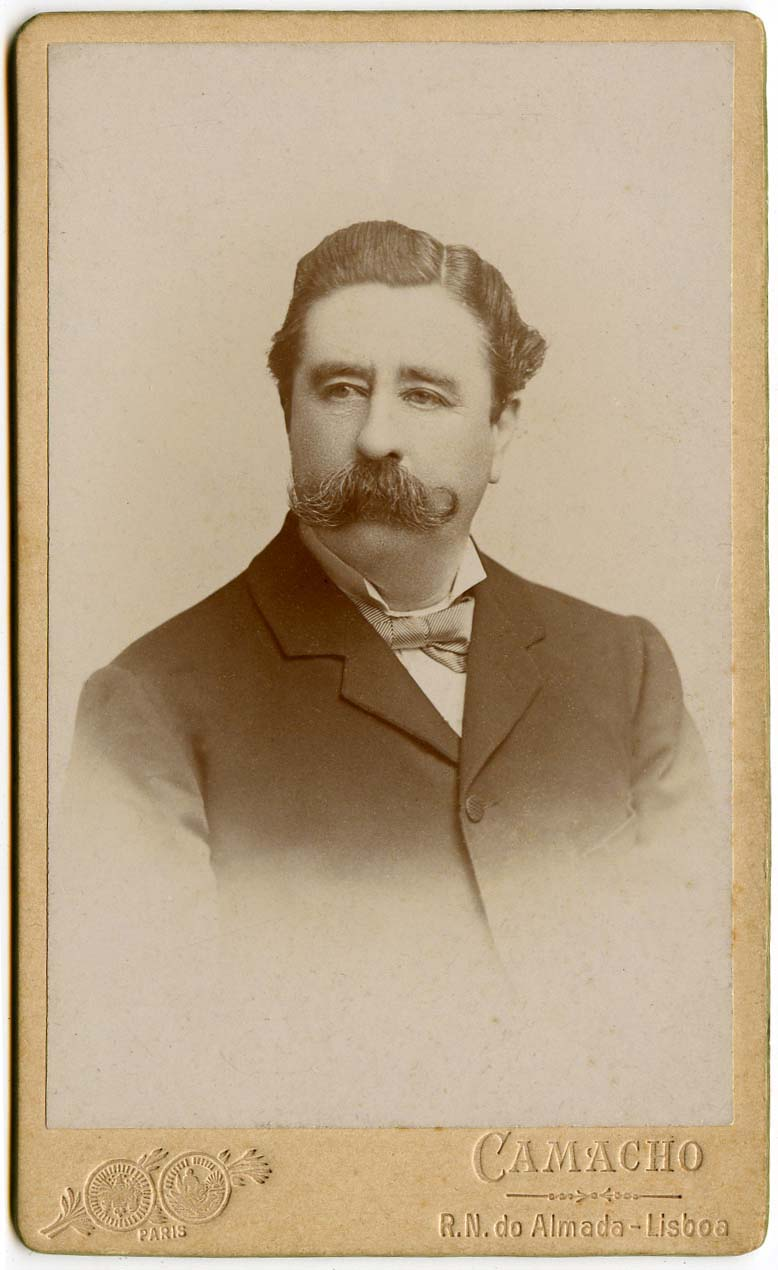
Guilherme João Carlos Henriques a 28 de Fevereiro de 1900

Guilherme João Carlos Henriques, nascido William John Charles Henry, (Londres, 27 de março de 1846 — Quinta da Carnota, 22 de maio de 1924) foi um proprietário rural e memorialista português nascido na Inglaterra. Era afilhado do Conde de Carnota.

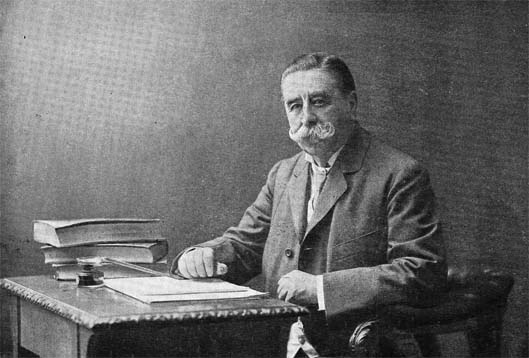
Guilherme João Carlos Henriques em 1913